# Pseudarchaster garricki
Pseudarchaster garricki is een kamster uit de familie Pseudarchasteridae.
De wetenschappelijke naam van de soort werd in 1958 gepubliceerd door Fell.